# Arena Nova
Arena Nova – hala widowiskowo-sportowa w Wiener Neustadt, w Austrii. Została otwarta 24 listopada 1995 roku. Może pomieścić 6500 widzów.
Budowa hali rozpoczęła się 1 marca 1995 roku i zakończyła pod koniec października tego samego roku. Obiekt powstał w pobliżu lotniska Wiener Neustadt/Ost. Otwarcia areny dokonał 24 listopada 1995 roku starosta krajowy Dolnej Austrii Erwin Pröll. Jedną z pierwszych imprez, jakie gościł obiekt, były XII Mistrzostwa Świata w piłce ręcznej kobiet, które odbyły się w grudniu 1995 roku. W Arena Nova rozegrano część spotkań, w tym także finał tych zawodów. Obiekt przystosowany jest do goszczenia wielu rodzajów imprez sportowych i pozasportowych, m.in. koncertów, wystaw, targów czy konferencji. W ciągu kilku lat od otwarcia obok hali dobudowano kilka mniejszych, połączonych z nią obiektów. W 1999 roku hala była jedną z aren XXI Mistrzostw Europy w siatkówce. W 2010 roku w hali rozegrano część spotkań IX Mistrzostw Europy w piłce ręcznej. W latach 2018–2019 obok hali wybudowano również stadion piłkarski Wiener Neustadt Arena.